# Лапчатка (узел)
В теории узлов узел «Лапчатка», известный также как печать Соломона или пятилистник, — это один из двух узлов с числом пересечений пять, другой узел — трижды скрученный узел. Узел перечислен как узел 51 в записи Александера-Бриггса и может быть также описан как (5,2)-торический узел. Лапчатка является замкнутой версией двойного узла.

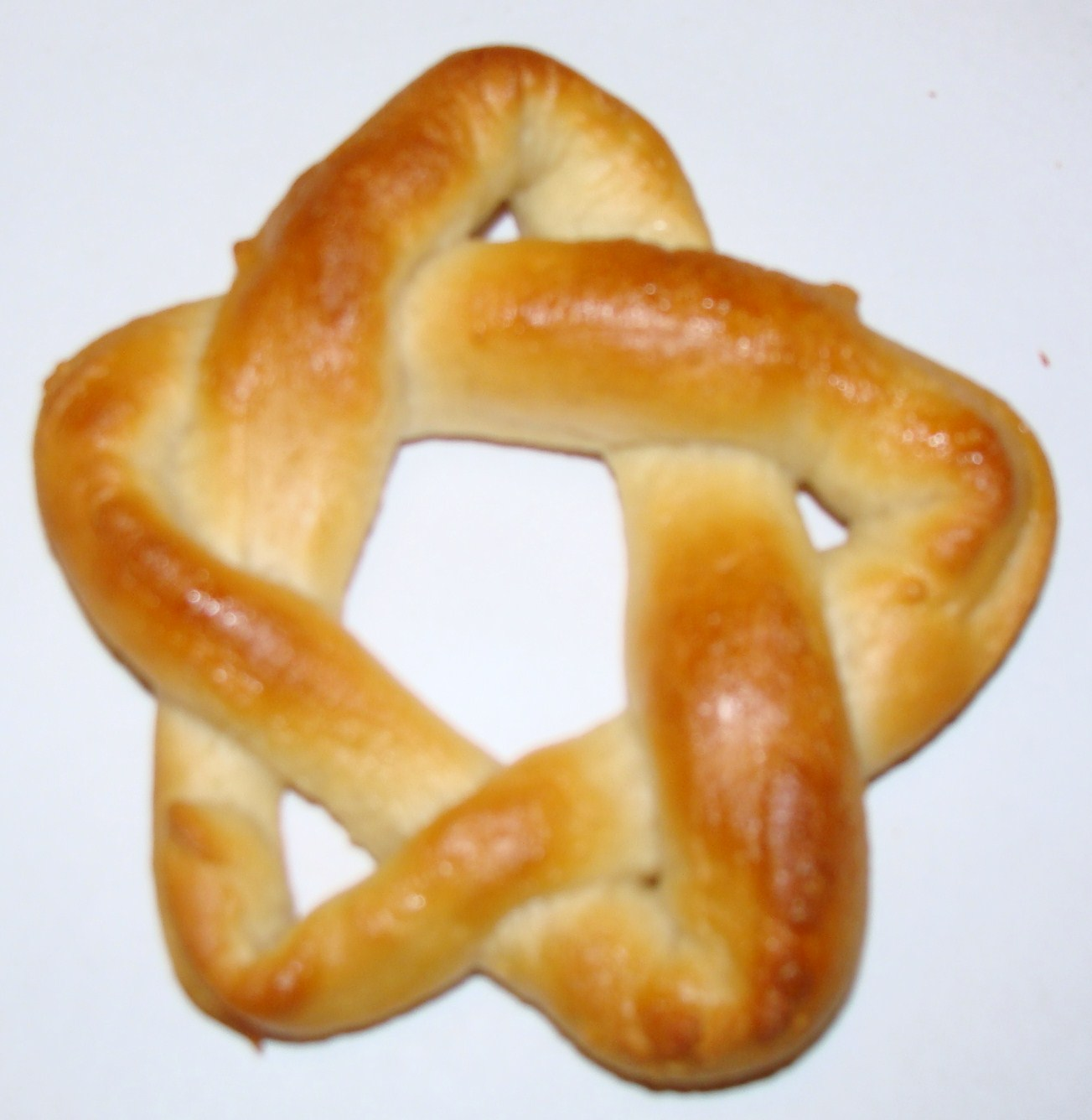
Съедобный узел «лапчатка».

Лапчатка является простым узлом, его число закрученности равно 5 и он является обратимым, но он не амфихирален. Его многочлен Александера равен
{\displaystyle \Delta (t)=t^{2}-t+1-t^{-1}+t^{-2}},
многочлен Конвея равен
{\displaystyle \nabla (z)=z^{4}+3z^{2}+1},
а его многочлен Джонса равен
{\displaystyle V(q)=q^{-2}+q^{-4}-q^{-5}+q^{-6}-q^{-7}}.
Удивительно, но это те же самые полиномы Александера, Конвея и Джонса, что и у узла 10132. Однако многочлен Кауфмана может быть использован для различения этих двух узлов.
Название «лапчатка» узел получил по аналогии с пятилепестковым цветком лапчатка.